# Tony Tulathimutte

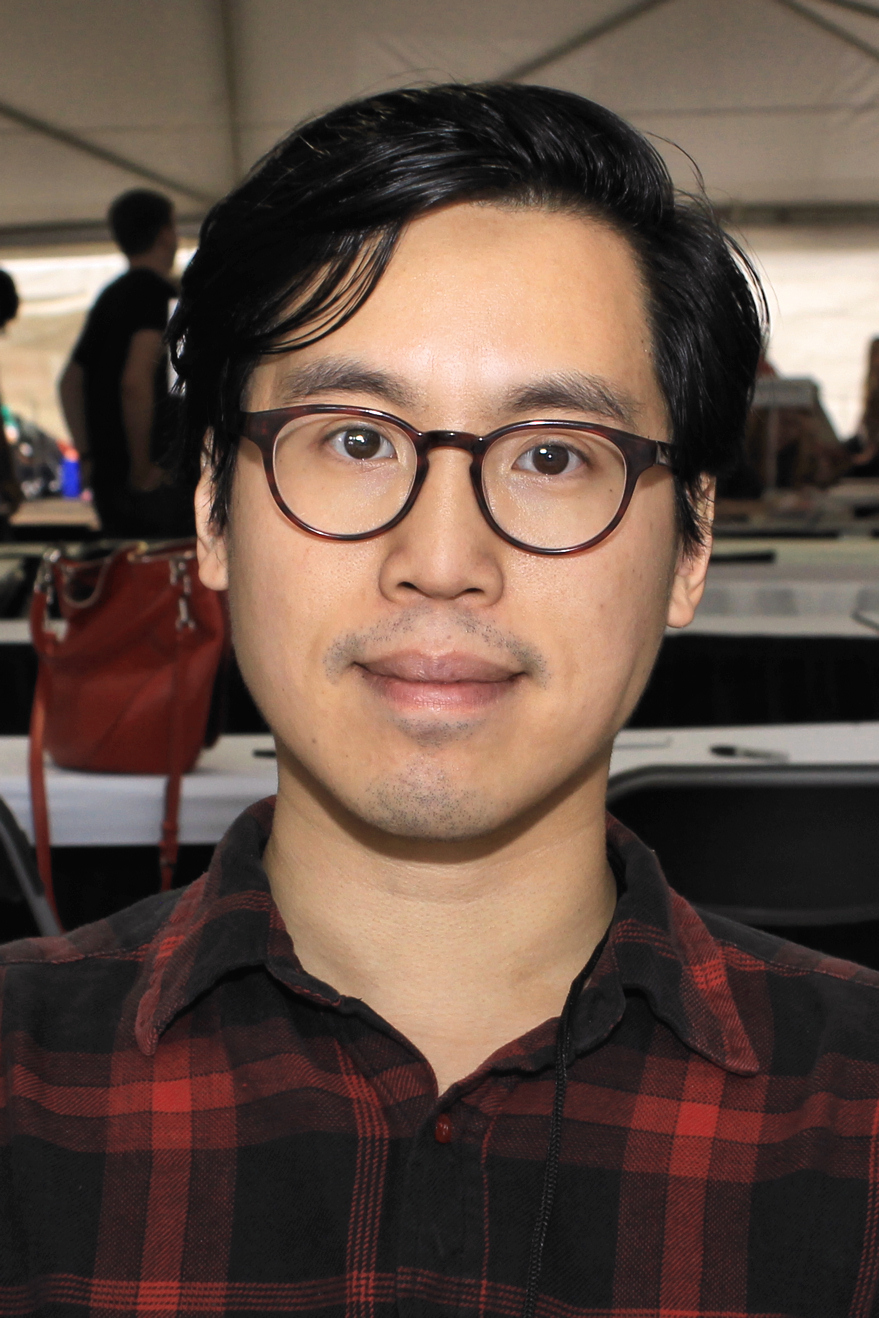
Tony Tulathimutte in 2016

Tony Tulathimutte (Springfield, 1 september 1983) is een Amerikaans schrijver van vaak satirische fictie, vaak in korte verhalen. Zijn werk werd in 2008 geëerd met een O. Henry Award voor een van zijn korte verhalen en in 2017 met een Whiting Award.
Zijn debutroman Private Citizens kwam uit in 2016. Deze gaat over vier academici, net afgestudeerd aan Stanford-universiteit, die proberen te overleven tijdens de recessie van 2007. Het wordt gezien als een van de eerste grote romans over millennials.
Een belangrijk werk van hem is de bundel Afwijzing (in het Engels Rejection) die uitkwam in 2024 en waarin een aantal korte verhalen gebundeld zijn over het thema afwijzing. Een van deze verhalen, De Feminist, voor het eerst gepubliceerd in 2019, zorgde voor kritische reacties omdat het over een feministische incel die langzaam in een vrouwenhater verandert en uiteindelijk een moord pleegt.